# Fred Meylan
 (octobre 2014).
Si vous disposez d'ouvrages ou d'articles de référence ou si vous connaissez des sites web de qualité traitant du thème abordé ici, merci de compléter l'article en donnant les références utiles à sa vérifiabilité et en les liant à la section « Notes et références ».
Pour l’article homonyme, voir Meylan (homonymie).
Fred Meylan est un photographe de mode français.

## Présentation
Après avoir effectué son service militaire en tant que photographe, il devient reporter à l'agence Sygma (devenue Corbis), pour se diriger très vite vers le people travaillant entre autres avec Monica Bellucci, Uma Thurman, Pénélope Cruz... Il s’intéresse alors pour la photo de mode et travaille pour les grands magazines féminins français, italiens et américains, en démarrant  aussi à cette époque la réalisation de clips et pub télés. En 2000 il s'investit parallèlement dans un travail plus personnel sur la déformation du corps humain, exposé en 2001 et janvier 2006 à la galerie Laurent Strouk à Paris et Opera Gallery à New York.
Reconnu dans la mode pour ses images très lifestyle, il sait très bien capter la vérité du moment et la beauté des femmes. Des marques comme L'Oreal, Nike, American Express, Clarins, Lacoste, Zadig et Voltaire, Galeries Lafayette, Peugeot, Ba&sh, Lancaster, Pataugas, Dim, Guess... ont fait appel à lui pour réaliser leurs photos.
Plus particulièrement pour Zadig et Voltaire, dont il réalise la grande majorité des campagnes mondiales depuis la création de la marque, il participe avec le directeur artistique Emmanuel Brunet au concept de ces campagnes publicitaires.
Depuis janvier 2013, il a créé son propre studio rue Saint-Honoré en face de la boutique Colette.